# Jõõdre
Koordinaten: 58° 52′ N, 23° 38′ O
Jõõdre (deutsch Jedra) ist ein Dorf (estnisch küla) in der Stadtgemeinde Haapsalu (bis 2017: Landgemeinde Ridala) im Kreis Lääne in Estland.

## Einwohnerschaft und Lage
Der Ort hat 216 Einwohner (Stand 31. Dezember 2011). Er liegt elf Kilometer südöstlich der Kernstadt Haapsalu.

## Burgberg
Zwischen Jõõdre und dem Dorf Saanika befindet sich der Burgberg Tubrimägi (auch Tubri linn oder Tubri maalinn genannt). Die frühere Befestigungsanlage der heidnischen Esten wird vermutlich in der Anfang des 13. Jahrhunderts verfassten Chronik Heinrich von Livlands als Burg Maianpata bzw. Maianpathe erwähnt. Die Ursprünge der Anlage werden auf die Eisenzeit datiert.